# Neochthonius amplus
Espèce
Synonymes
- Kewochthonius amplus Schuster, 1962

Neochthonius amplus est une espèce de pseudoscorpions de la famille des Chthoniidae.

## Distribution
Cette espèce est endémique des États-Unis. Elle se rencontre en Californie et en Oregon.

## Publication originale
- Schuster, 1962 : New species of Kewochthonius Chamberlin from California (Arachnida : Chelonethida). Proceedings of the Biological Society of Washington, vol. 75, p. 223-226.